# 刘氏燕
刘氏燕（1916年—1989年），笔名“瑞安”，越南作家，女性主义文学代表者，30年代编辑妇女杂志，出版爱情小说《魂》。1956年参与人文佳品运动后被越共逮捕。